# Barbara Borg
Barbara Elisabeth Borg (* 26. Dezember 1960) ist eine deutsche Klassische Archäologin.

## Leben
Barbara Borg studierte zwischen 1981 und 1985 Klassische Archäologie, Philosophie und Geologie an der Universität Bochum, von 1985 bis 1990 an der Universität Göttingen, wo sie Philosophie durch Alte Geschichte ersetzte. 1990 erfolgte in Göttingen die Promotion, gefördert durch ein Stipendium der Studienstiftung des deutschen Volkes. Thema der Dissertation war „Mumienporträts. Chronologie und kultureller Kontext“. Anschließend konnte Borg den Mittelmeerraum mit Hilfe des Reisestipendiums des Deutschen Archäologischen Instituts  bereisen. 1993 wurde Borg wissenschaftliche Assistentin am Archäologischen Institut der Universität Heidelberg. 1997 bis 1999 war sie beurlaubt und arbeitete dank eines Habilitationsstipendium der Deutschen Forschungsgemeinschaft an ihrer Habilitation, die 1999 in Heidelberg erfolgte. Thema war „Der Logos des Mythos. Allegorien und Personifikationen in der frühen griechischen Kunst“. Nach der Habilitation wurde Borg Hochschuldozentin in Heidelberg. Von 2002 bis 2004 amtierte Borg in Vertretung des Lehrstuhlinhabers Tonio Hölscher als Direktorin des dortigen Archäologischen Instituts. Ende 2004 wurde sie zum Professor of Classics am Department of Classics and Ancient History der University of Exeter berufen, wo sie bis 2022 lehrte. Seit Juli 2022 ist sie Professor für Klassische Archäologie an der Scuola Normale Superiore in Pisa.
Borg ist korrespondierendes Mitglied des Deutschen Archäologischen Instituts, Mitglied im Beirat des Göttinger Forum für Altertumswissenschaft und seit 2012 Mitglied der Academia Europaea.
Borg ist mit dem Geologen Gregor Borg, einem emeritierten Professor für Petrologie und Lagerstättenkunde an der Universität Halle, verheiratet.

## Schriften (Auswahl)
- Mumienporträts. Chronologie und kultureller Kontext. von Zabern, Mainz 1996, ISBN 3-8053-1742-5.
- „Der zierlichste Anblick der Welt ...“. Ägyptische Porträtmumien (= Antiken Welt. Sonderheft = Zaberns Bildbände zur Archäologie.) Philipp von Zabern, Mainz 1998, ISBN 3-8053-2264-X und ISBN 3-8053-2263-1.
- Der Logos des Mythos. Allegorien und Personifikationen in der frühen griechischen Kunst. Fink, München 2002 ISBN 3-7705-3654-1 (Zugleich: Heidelberg, Universität, Habilitations-Schrift, 1999).
- als Herausgeberin: Paideia. The world of the second Sophistic (= Millennium-Studien. Band 2). de Gruyter, Berlin u. a. 2004, ISBN 3-11-018231-9.
- mit Henner von Hesberg und Andreas Linfert: Die antiken Skulpturen in Castle Howard (= Monumenta artis Romanae. Band 31, Antike Skulpturen in englischen Schlössern.). Reichert, Wiesbaden 2005, ISBN 3-89500-440-5.
- Crisis and ambition. Tombs and burial customs in third-century CE Rome (Oxford studies in ancient culture and representation). Oxford University Press, Oxford 2013, ISBN 978-0-19-967273-8.
- als Herausgeberin: A companion to Roman art (Blackwell companions to the ancient world). Wiley-Blackwell, Oxford 2015, ISBN 978-1-4051-9288-0.
- Roman tombs and the art of commemoration. Contextual approaches to funerary customs in the second century CE. Cambridge University Press, Cambridge 2019, ISBN 978-1-108-46035-4.